# Sato Honma
Sato Honma es una cronobióloga japonesa que investiga los mecanismos biológicos de los ritmos circadianos. Colabora principalmente con Ken-Ichi Honma en publicaciones, y los principales temas de investigación de ambos son el reloj circadiano humano bajo aislamiento temporal y el núcleo supraquiasmático (NSC) de los mamíferos, sus componentes y asociados. Honma es profesora jubilada de la Facultad de Medicina de la Universidad de Hokkaido, en Sapporo (Japón). Se doctoró en fisiología por la Universidad de Hokkaido. Fue profesora de fisiología en la Facultad de Medicina y, posteriormente, en el Centro de Investigación y Educación en Ciencias del Cerebro de la Universidad de Hokkaido. Actualmente es directora del Centro de Trastornos del Sueño y del Ritmo Circadiano del Hospital Hanazono de Sapporo y trabaja como somnóloga.

## Vida y carrera
Sato Honma y Ken-ichi Honma están casados y viven actualmente en Japón. Nació en la ciudad de Kitahiroshima, Hokkaido, Japón, el 9 de julio de 1947.[cita requerida]
En 1976, Honma se doctoró en la Universidad de Hokkaido. Tras terminar un año de residente en el Departamento de Pediatría del Hospital Universitario de Hokkaido, continuó investigando en el Instituto Max-Planck de Química Biofísica de Goettingen (Alemania), así como en el Departamento de Anatomía de la Facultad de Medicina de la Universidad de Hokkaido. En 1981, Honma se convirtió en profesora adjunta de la Facultad de Medicina de la Universidad de Hokkaido. Desde entonces, ha seguido trabajando en el Departamento de Fisiología de la Universidad de Hokkaido, donde ha sido profesora, profesora asociada, profesora y, tras su jubilación, profesora de nombramiento especial. Su trabajo en la Universidad de Hokkaido se extiende a través de la Facultad de Medicina, la Escuela de Postgrado de Medicina, así como la Universidad de Hokkaido, Centro de Investigación y Educación para la Ciencia del Cerebro. Entre los cursos que ha impartido se incluyen endocrinología, ecofisiología, fisiología gastrointestinal, función pulmonar, circulación, hematología y fisiología renal de la hematología.
Honma trabajó como médico en el Hospital Hanazono de Sapporo al tiempo que ejercía como profesora visitante en el Centro de Investigación y Educación en Ciencias del Cerebro de la Universidad de Hokkaido. Está afiliada a la Sociedad Japonesa de Investigación del Sueño, la Sociedad Fisiológica de Japón, la Sociedad Japonesa de Neurociencia y la Sociedad Japonesa de Cronobiología. Fue miembro del Consejo Científico de Japón (2011~2017) y ahora es miembro asociado (2017~). Está especializada en mecanismos de regulación del ritmo biológico, así como en trastornos del ritmo circadiano del sueño.
Sato Honma y Ken-ichi Honma tuvieron un laboratorio de cronobiología durante más de 30 años en la Universidad de Hokkaido, y muchos de los estudiantes de su laboratorio realizan ahora sus propias investigaciones en muchas partes dentro y fuera de Japón. Organizaban reuniones nacionales e internacionales, como el Simposio bianual de Sapporo sobre Ritmos Biológicos. El laboratorio, las reuniones y las actividades académicas de Sato Honma y Ken-Ichi Honma fueron fundamentales para la formación de la red de cronobiólogos de Japón y Asia.

## Logros y premios
En 2000, Honma recibió el premio Aschoff's Rule Award por su trabajo con roedores. En el mismo año, recibió el Premio a la Investigación Excelente de la Facultad de Medicina de la Universidad de Hokkaido.
En 2014, organizó la Escuela Internacional de Verano de Cronobiología en Sapporo (Japón). Fue una de las instructoras de la Escuela Internacional de Verano de Cronobiología de Pekín en 2016 y de la de Múnich en 2019.
En 2020, tanto Sato Honma como Ken-Ichi Honma recibieron el Premio del Director de la SRBR por su labor como mentores. El Premio SRBR honra y agradece a los miembros de la Sociedad para la Investigación de los Ritmos Biológicos sus contribuciones a gran escala en el campo de la Cronobiología.

## Patentes
En 2006, solicitó y obtuvo una patente sobre ratones transgénicos cuyos niveles de expresión de dos genes reloj se miden mediante la actividad de dos luciferasas (solicitud de patente japonesa Laid-open No.2006.304642

## Contribuciones científicas
Juntos, Sato Honma y Ken-ichi Honma son autores de más de 200 artículos académicos y han publicado varios volúmenes editados que sirven para resumir y ampliar artículos premiados y conferencias de científicos líderes en el campo de la Cronobiología.

### Contribuciones pasadas
Sus investigaciones se han centrado en el fotoperiodo. Descubrieron la estacionalidad de los ritmos circadianos humanos en una instalación de aislamiento temporal. Confirmaron la estacionalidad de los ritmos de expresión de los genes del reloj en el NSC del ratón e identificaron las regiones del NSC responsables de los llamados osciladores E y M, que dirigen el inicio y el final de la actividad.
En una etapa anterior de sus carreras, en colaboración con el Dr. Masaaki Ikeda, descubridor de Bmal1, Sato Honma y Ken-Ichi Honma también fueron capaces de detectar ritmos circadianos en la expresión del gen Bmal1 mediante hibridación in situ en el NSC de ratas. Comprobaron que la expresión de Bmal1 era máxima durante la noche subjetiva de las ratas y se encontraron ritmos de expresión del ARNm en otras regiones del cerebro como el hipocampo y el cerebelo. Estos hallazgos les permitieron deducir que BMAL1 también desempeña un papel importante en la regulación de los ritmos circadianos en las ratas.
Sato Honma y Ken-ichi Honma y su equipo también encontraron que la expresión Dec1 y Dec2 regulan el ritmo circadiano en el NSC y sus productos genéticos suprimieron la transactivación de Per(s) por el heterodímero BMAL1/CLOCK (similar a CRY(s) / PER 8 s. Estos estudios se llevaron a cabo en colaboración con el grupo del Dr. Yukio Kato. Concretamente, descubrieron que la expresión de Dec1 responde de forma diferente a los pulsos de luz que Dec2, pero que ambas alcanzan su máxima expresión durante el día subjetivo. Dec1 alcanza su máximo ligeramente antes que Dec2. También descubrieron que la expresión de Dec1 responde a la luz de forma dependiente de la fase. Los autores informaron de que Dec1 y Dec2 expresaban ritmos circadianos en oscuridad constante (DD) y en condiciones de luz-oscuridad y mantenían estos ritmos con condiciones de luz cambiantes. Estos hallazgos sobre los genes Dec son significativos, ya que forman una quinta familia de genes reloj que intervienen en la generación de ritmos circadianos.
De sus numerosas contribuciones sobre el reloj central en humanos y mamíferos, una de las series de experimentos que Honma ha realizado durante toda su vida se refiere a los ritmos de comportamiento inducidos por la metanfetamina (MAF) en roedores, que no dependen del NSC y se desincronizan del marcapasos circadiano en el NSC. Consideran que el ritmo de comportamiento inducido por MAF es el modelo del ciclo sueño-vigilia humano, que también se desincroniza del marcapasos circadiano. Recientemente, han encontrado los sitios candidatos de los osciladores inducidos por MAF llamados MAO en el sistema dopaminérgico del cerebro.
Sato Honma y Ken-ichi Honma han estado involucrados durante mucho tiempo en los estudios de la ontogenia de los relojes circadianos en roedores nocturnos y aclararon el papel de las madres lactantes en los relojes circadianos de los cachorros. Aprovechando el gen del reloj Cry ratones dobles mutantes, demostraron que el sistema circadiano del NSC neonatal era sustancialmente diferente al de los ratones adultos. Encontraron múltiples grupos de oscilaciones circadianas celulares en el NSC, que tienen diferentes períodos pero pueden acoplarse mutuamente. Los neuropéptidos en el NSC, AVP y VIP juegan un papel crítico en el acoplamiento de la oscilación celular y en la expresión de ritmos circadianos coherentes en ratones adultos y neonatos.

### Contribuciones actuales
El trabajo actual de Honma se centra en ampliar sus descubrimientos anteriores sobre el desarrollo de los ritmos circadianos en el NSC de los mamíferos utilizando nuevos marcadores moleculares y técnicas de seguimiento del ritmo circadiano.
Basándose en descubrimientos anteriores de que la metanfetamina crónica (MAF) induce ritmos que son independientes del NSC, Sato Honma y Ken-ichi Honma querían estudiar cómo los osciladores inducidos por la metanfetamina (MAO) y los osciladores inducidos por la comida (FEO), ambos independientes del NSC, afectan a la expresión del gen Per2 en ratas. Sus resultados, visualizados con el sistema de bioluminiscencia Period2-dLuciferase, mostraron que tras la administración de MAF, no sólo se inducía el comportamiento MAO, sino que también se ajustaba a los ciclos luz-oscuridad (LD), con la ayuda del marcapasos del NSC. Descubrieron que la MAO también se producía en los ritmos circadianos de expresión de Per2 y desfasaba estos ritmos en regiones que no incluyen el NSC. A partir de estos resultados, pudieron concluir que los ritmos de Per2 estaban regulados tanto por un marcapasos del NSC como por la MAO.
Además, Honma y su grupo de investigación de la Universidad de Hokkaido encontraron ritmos diarios de la proteína PER2 en la mucosidad nasal. PER2 alcanza su punto máximo al comienzo del período oscuro de cada ciclo circadiano y podría estar potencialmente relacionado con las alergias estacionales. El grupo de Honma sugirió el uso de corticoides para tratar las alergias durante las primeras horas de la noche, cuando es menos probable que interrumpan los niveles cíclicos de PER2 y el reloj circadiano de la nariz.
Sato Honma y Ken-ichi Honma querían determinar cómo la estacionalidad en el comportamiento está regulada por el oscilador circadiano en el comportamiento de los roedores examinando cómo la expresión de los genes reloj Per1 y Bmal1 está asociada con la fase de inicio y fin de la actividad. Utilizaron genes reporteros bioluminiscentes para cada gen, Per1-dLuc y Bmal1-dLuc para monitorizar sus ritmos circadianos en ratones que se movían libremente. También administraron pulsos de luz y midieron la velocidad de los cambios de fase de ambos ritmos. Descubrieron que el ritmo de Per1-dLuc se retrasaba instantáneamente en respuesta al pulso de luz, mientras que el de Bmal1-dLuc se retrasaba gradualmente, cerca del momento de desfase de la actividad en los ratones. Estas dos respuestas diferentes a la luz se produjeron en el mismo corte de un NSC y les permitieron concluir que los dos genes reloj Per1 y Bmal1 estaban regulados por mecanismos moleculares diferentes y que existen dos osciladores circadianos distintos correspondientes al inicio de la actividad, conocidos como osciladores E y M.